# Блюммер, Леонид Петрович
Леони́д Петро́вич Блю́ммер (26 декабря 1840 (7 января 1841), Керчь — 26 мая (7 июня) 1888, Санкт-Петербург) — российский писатель и журналист, предприниматель, присяжный поверенный.
Активный деятель русского революционного движения начала 1860-х годов.

## Ранние годы
Леонид Блюммер родился в дворянской семье. Потомок польских выходцев на русской службе швейцарско-ирландского происхождения. Православный. Старший из четырех сыновей подпоручика Черноморского линейного № 3 батальона Блюммера Петра Августиновича от брака с девицей Селецкой (в библиографии именуемой Быстрицкой) Анной Васильевной, помещицей (по другим сведениям – мещанкой) Рыбинского уезда Ярославской губернии. Родился в крепости Ени-Кале-Керчь Таврической губернии. Крещён 4 (16) января 1841 г. в церкви Святой Троицы в Керчи. Восприемники: дежурный штаб-офицер при управлении начальника Черноморской береговой линии, состоящий по армии майор, будущий кавалер ордена Святого Георгия 4 степени  Миргородский Дмитрий Иванович и жена надворного советника Новикова Анна Гавриловна.
Первоначальное образование получил в казённом пансионе Анапы. С 1850 года учился в Симферопольской мужской гимназии. В 1853 году, по причине начала Крымской войны, а по другим сведениям - в связи с отдачей отца по военное следствие, переведен во 2-ю Харьковскую мужскую гимназию. Тогда же стал подрабатывать репетиторством среди учеников гимназии. В 1856 году, не окончив курс, после седьмого класса, оставил гимназию, уехав служить сельским учителем в деревне Крутояровка, Константиноградского уезда Полтавской губернии. Отсюда шестнадцатилетний учитель уже посылал корреспонденцию в газету «Одесский вестник». С восстановлением отца в службе и чинах перебрался в С.-Петербург. С 1857/58 академического года поступил вольнослушателем китайско-маньчжурского отделения Восточного факультета Петербургского университета. Не окончив курса университета, уволился в 1859/60 академическом году, посвятив себя журналистскому труду. Живя в Петербурге, много сотрудничал в столичных газетах и журналах: «Cеверной пчеле» (редактор отдела «Письма о русской журналистике»), «Иллюстрации», «С.-Петербургских ведомостях», «Искре», «Книжном вестнике», «Светописи», «Светоче», «Остзейском вестнике» (издавался на немецком языке) - и др., в которых помещал статьи и рецензии на разные темы под псевдонимами – «Крутоярченко», «Крутоярский», «Леонид Ссыльный», «Леонид Книжник», «Леонард Недоумко», «Любимов», «Максим Сизой» и др.

## Заграничная поездка и ссылка
В начале 1861 года уехал в Москву, где выдержал вступительный экзамен и был зачислен сразу на 3-й курс юридического факультета Московского университета. С началом 1861/62 академического года, по прошению, был допущен к защите экстерном университетского курса на степень кандидата права, которую выдержал на отлично. С разрешения попечителя Московского учебного округа от 24 октября (5 ноября) 1861 года, был утвержден в звании кандидата прав. 30 октября (11 ноября) 1861 года получил аттестат Московского университета за № 2511, но уже через месяц, 29 ноября (11 декабря) 1861 года, уехал за границу, опасаясь преследования за участие в беспорядках московского студенчества осенью 1861 года.
В эмиграции познакомился с А. И. Герценом, Н. П. Огаревым и другими русскими эмигрантами-революционерами, хотя и не стал их соратником. В эмиграции с 1862 по 1864 год редактировал журналы и газеты: журнал «Свободное слово», газету «Европеец», газету «Весть» - издававшиеся в Берлине, Брюсселе и Дрездене соответственно. Сотрудничал в газете «Листок», издававшейся князем П. В. Долгоруковым, и в «Колоколе», издававшимся А. И. Герценом. Поэтому оказался «на подозрении» у правительственных кругов. В конце 1863 года был заподозрен и публично обвинен П. В. Долгоруковым в сотрудничестве с Третьим отделением, что очевидным образом было связано с обвинением самого князя Долгорукова в литературном шантаже со стороны Блюммера. Практически одновременно, в январе 1864 года, Блюммер был обвинен в России в незаконном издании за границей газет и журналов революционной пропаганды.
По семейным обстоятельствам, чтобы получить благословение родителей своей возлюбленной, с которой познакомился в Париже, решил вернуться в Россию. С 14 (26) июля 1865 по 7 (19) ноября 1866 года состоял под следствием, арестом и судом, в сенатском производстве, за участие в революционной пропаганде и антиправительственной деятельности. Раскаялся в своих политических «заблуждениях». Тем не менее, в ноябре 1866 года приговорён к каторжным работам на 10 лет, заменённых, по хлопотам высокопоставленных родителей невесты, недолгой ссылкой в город Кузнецк Томской губернии. Пробыл в ссылке четыре года, служил управляющим золотыми приисками на Алтае и в Восточной Сибири.
Именно эти впечатления легли в основу замысла романа «Около золота», который должен был представить широкую панораму сибирской действительности, жизни и быта золотопромышленников и рабочих на приисках. Однако этот обширный эпический проект не осуществился, завершенной оказалась лишь первая часть, которая и вышла отдельным изданием в Петербурге в 1885 г. под названием «На Алтае» действие , которого происходит в городе Ковальске (Кузнецке). Алтайские впечатления отразились также в его поздних рассказах «Фальшивая бумажка» и «Слуга», вошедших в сборник «Без следа» (1887).

## После ссылки
Находился в ссылке с декабря 1866 по февраль 1868 год. С 14 (26) февраля 1868 года получил разрешение жить в пределах Европейской части империи. С 6 (18) декабря 1869 - разрешение свободного проживания. В 1870 году приехал в С.-Петербург и 11 (23) ноября 1870 года вступил в первый брак с девицей Тромиловой (Томиловой?) Варварой Александровной, дочерью генерал-майора Александра Ивановича Томилова (?), с которой познакомился в Париже во время эмиграции. Невеста все эти годы, несмотря на уговоры родителей, ждала возможности вступить в брак с Блюммером. Благодаря хлопотам её родителей, вместо 10 лет каторги жених был в политической ссылке фактически менее двух лет. Однако, брак был недолгим и жертва В. А. Блюммер оказалась напрасной.
После  развода Л. П. Блюммер сначала уехал к матери в Воронеж, затем перебрался в Саратов, где вторым браком 10 (22) ноября 1874 года женился на девице Маминой Александре Васильевне, дочери крупного саратовского купца. Служил присяжным поверенным, был крупным дельцом, активно сотрудничал в местной («Саратовскiй Листокъ») и в центральной прессе.   
Принимал участие в золотопромышленном обществе. Получив подряды на устройство конных железных дорог в Саратове и Самаре, стал одним из основателей конно-железной дороги в Саратове и Самаре. Избирался почетным мировым судьей Бирского уезда Уфимской губернии, в котором занимался земельными махинациями. С 30 апреля (12 мая) 1873 года избран действительным членом Московского юридического общества при Московском университете. Однако, в начале 1880-х годов исключен из состава присяжных поверенных за проигрыш судебного процесса по делу раскольников-скопцов, с которых, тем не менее, взял большой гонорар.
Скоропостижно умер от инсульта во время приезда в С.-Петербург и был похоронен на городском Преображенском кладбище.

## Семья
Старшая сестра — Антонина Петровна Блюммер-Кравцова (4.10.1837—после 1914), революционерка, член «Народной воли». Служила помощницей (заместителем) Якова Осипова Ивановского, библиотекаря (директора) «Библиотеки воскресных школ и состоящей при ней народной читальни», устав которой был утверждён в марте 1862 года. В мае 1862 года была арестована, отдана под следствие и выслана из столицы на поруки отца в Воронежскую губернию. С 16 (28) февраля 1872 была замужем за ветеринарным врачом Григорием Львовичем Кравцовым (1840—30.05.1890), помещиком с. Лофицкое, Богучарского уезда, Воронежской губ. С 29 января (10 февраля) 1874 освобождена от полицейского надзора.
В первом браке детей не имел. Дети от второго брака: Сергей (10.01.1882 г. р.), Антонина (25.11.1875 г. р.), Анетта (08.03.1877 г. р.) и Маргарита.  Антонина 19 октября 1897 вышла замуж за инженер-механика Степана Семёновича Мельникова. Другая дочь — Анна (Анетта) Леонидовна, 18 марта 1904 родила н/з сына Михаила, умершего 25 марта «от врождённой слабости». Сын — Сергей Леонидович, служил офицером Суздальского и Оровайского пехотных полков: из подпрапорщиков 6.06.1902 в подпоручики 62-го Суздальского пехотного полка; 25.10.1904 переведён в 213-й Оровайский пехотных полк. Участвовал в Русско-японской войне, в кампанию 1905 был ранен. С 6 июня 1906 — поручик 213-го пехотного резервного Оровайского полка (квартира — г. Пенза); 9 июня 1908 уволен от службы, по болезни, штабс-капитаном, с мундиром и пенсией. После отставки служил учителем гимнастики Нижегородской 2-й муж. гимназии. Как пострадавший в Русско-японской войне, в заседании Александровского комитета о раненых от 10 июля 1908, принят под покровительство комитета, с добавлением из инвалидного капитала пенсии до оклада и пособия на прислугу по I классу.  

### Происхождение
Отец — Блюммер Пётр Августинович (? —20.09.1891), штабс-капитан. Сын помещика Тамбовской губернии Августина Иосифовича Блюммера (?—1831), младший брат липецкого помещика Морсалия-Марцелия Августиновича Блюммера (?—после 1856), Юлиана-Ульяна Августиновича Блюммера (?—05.04.1874) и Полемона Августиновича Блюммера, в чине поручика служившего заседателем Липецкого земского суда Тамбовской губернии. Православный. Августин Иосифович и Игнаций Петрович Блюммеры были внуками некоего артиллерии полковника Блюмберга (Блюммера), приглашенного царем Петром I на русскую службу в качестве инструктора.
Предки братьев Блюммер происходили, по одним сведениям, из швейцарского кантона Сlarus (Гларус), а по другим — из Ирландии. Хотя сама фамилия Блюммер (Блюмер, Блюмберг) была известна на русской военной службе со времени правления царя Петра I, представители швейцарско-ирландского рода журналиста жили первоначально в Германии, в XVIII в. переселились в Польшу, где были на военной службе, а оттуда перебрались в Россию, уже после утраты Польшей государственности. Отец Петра и Полемона — Августин Блюммер, служил адъютантом генералиссимуса польских конфедератов А. Т. Костюшко. Более известный их двоюродный дядя — Игнаций (Игнатий-Александр) Петрович: в 1773 родился в Галиции, с 1791 поступил в польскую кавалерию и участвовал во многих европейских войнах, в т. ч. вместе с двоюродным братом на стороне конфедератов в Русско-польской войне 1792 года и польского восстания под руководством А. Т. Костюшко в 1794 году. Во время Отечественной войны 1812 и Зарубежных походов 1813—1814 годов сражался в составе польских легионов на стороне Наполеона Бонапарта против России и вступил в русское подданство и в службу только с 1815 года. Дослужился до чина бригадного генерала войска Царства Польского (c 29.10.1818 г.) Остался верен данной русскому императору присяге и был 29.11.1830 убит во время восстания в Варшаве польскими мятежниками. Его вдова — Констанция Блюммер, пожалована пенсией в размере двойного оклада мужа и казённым имением, а  сын — Иван Игнатьевич Блюммер, в 1841 определён в службу гражданским чиновником при варшавском генерал-губернаторе графе Коцебу.
Пётр Августинович Блюммер 2 (14) августа 1833 из прапорщиков расформированного Ярославского пехотного полка переведён во Владимирский пехотный полк тем же чином; 11 (23) ноября 1834 уволен в отставку «по домашним обстоятельствам» подпоручиком; в чине провинциального секретаря служил гражданским чиновником в штабе Отдельного кавказского корпуса и 6 (18) апреля 1840 вновь определён в военную службу прежним чином подпоручика гарнизонных линейных батальонов по охране Черноморского побережья России в Крыму, с назначением в Черноморский линейный батальон № 4 (бывший Черноморский линейный батальон № 3); в декабре 1840, когда родился сын — Леонид, служил в крепости Ени-Кале-Керчь подпоручиком вновь сформированного Черноморского линейного батальона № 3; 3 (15) февраля 1842 переведён тем же чином в прежний Черноморский линейный батальон № 4; из подпоручиков линейных гарнизонных батальонов 21 июля (2 августа) 1844 назначен состоять по армии и по Комиссариатскому ведомству; из Керчи переведён в Анапу, где с 1845 по 1852 состоял, по штатам Херсонской комиссариатской комиссии, смотрителем (заведовавшим) Анапским госпиталем от Комиссариатского ведомства; в 1848 пожалован в поручики, с оставлением в должности; 12 (24) июля 1852 в том же чине поручика, состоящего по армии, отставлен от службы, по подозрению в растрате казённых денег. Пока велось следствие, участвовал в Восточной войне 1853-1856: 25 февраля (9 марта) 1854 определён в службу — в Днепровский пехотный полк; 8 (20) ноября 1855 утверждён в чине «за отличие в сражениях против турок, англичан и французов, произведённый главнокомандующим Южной армией и военными сухопутными и морскими силами, в Крыму находящимися, ген.-адъютантом князем Горчаковым 2-м», штабс-капитанском, со старшинством с 5 (17) августа 1855; 3 (15) апреля 1856 награждён орденом Святого Станислава 3 степени с мечами, за «отличное мужество и храбрость, оказанные им при защите Севастополя и при штурме онаго 27-го августа 1855 года». По окончании следствия, ВП от  8 (20) июня 1859, по сентенции Днепровского полкового военного суда, «за незаконные действия по отчетности о казённых деньгах, при исполнении возложенного на него начальством поручения, исключается из службы». Пока тайная полиция в мае 1866 года расследовала дело его сына — Леонида, Пётр Августинович Блюммер служил унтер-офицером Курляндского уланского полка (2-го Лейб-уланского Курлянского Его Величества полка). Однако, за отличие по службе был прощён: ВП от 16 (28) апреля 1867 2-го лейб-Уланского Курляндского Его Величества полка унтер-офицеру Блюммеру, «поступившему добровольно рядовым из исключенных в 1859 году из службы штабс-капитанов, во внимание к засвидетельствованию начальства об отличном поведении и усердии его к службе, всемилостивейше возвращается прежний чин штабс-капитана, с увольнением от службы, с мундиром и с пенсионом по положению».   
Отец не разделял революционных взглядов своих детей. Будучи ещё на службе, унтер-офицер П. А. Блюммер в марте 1867 изъявил желание сообщить чиновникам московской тайной полиции некие «секретные сведения» о готовящемся покушении членов международного тайного сообщества «Клятвенный союз» на Александра II. Общество якобы поставило своей целью уничтожение монархов европейских государств и покушение Д. В. Каракозова якобы было с ним связано.    